# Landkreis Limburg-Weilburg
Landkreis Limburg-Weilburg – powiat w Niemczech, w kraju związkowym Hesja, w rejencji Gießen. Siedzibą powiatu jest miasto Limburg an der Lahn.

## Podział administracyjny
Powiat składa się z:
- 5 miast
- 14 gmin, w tym cztery gminy o przywilejach miasta (niem. Marktflecken)

Miasta:
| Lp. | Nazwa miasta        | Ludność (30.06.2010) | Powierzchnia km² |
| --- | ------------------- | -------------------- | ---------------- |
| 1   | Bad Camberg         | 14.156               | 54,64            |
| 2   | Hadamar             | 12.210               | 40,99            |
| 3   | Limburg an der Lahn | 33.535               | 45,15            |
| 4   | Runkel              | 9.507                | 43,72            |
| 5   | Weilburg            | 13.125               | 57,45            |

Gminy:
| Lp. | Nazwa gminy            | Ludność (30.06.2010) | Powierzchnia km² |
| --- | ---------------------- | -------------------- | ---------------- |
| 1   | Beselich               | 5.646                | 31,53            |
| 2   | Brechen                | 6.589                | 24,86            |
| 3   | Dornburg               | 8.375                | 33,32            |
| 4   | Elbtal                 | 2.417                | 11,12            |
| 5   | Elz                    | 7.994                | 16,86            |
| 6   | Hünfelden              | 9.887                | 62,70            |
| 7   | Löhnberg               | 4.238                | 33,83            |
| 8   | Mengerskirchen         | 5.824                | 30,82            |
| 9   | Merenberg              | 3.331                | 23,10            |
| 10  | Selters (Taunus)       | 8.076                | 40,47            |
| 11  | Villmar                | 7.038                | 43,10            |
| 12  | Waldbrunn (Westerwald) | 5.754                | 29,77            |
| 13  | Weilmünster            | 9.029                | 77,42            |
| 14  | Weinbach               | 4.571                | 37,65            |

## Współpraca
Miejscowość partnerska powiatu:
- Friedrichshain-Kreuzberg, Berlin